# Martha Bardaro
Martha Bardaro (Resistencia, Chaco, 4 de julio de 1940 - Resistencia, Chaco, 4 de octubre de 2023) fue una filósofa, escritora y docente argentina reconocida por su propuesta de “Filosofía de lo Cotidiano” que propone el ejercicio de la Filosofía más allá de los ámbitos académicos y en diálogo con las expresiones culturales populares. Ejerció la docencia en los distintos niveles educativos (medio, terciario y universitario), como así también en los llamados “ámbitos no formales”, dando charlas, cursos y talleres en barrios, escuelas, centros culturales e incluso en una cárcel de máxima seguridad. Fue militante social en los barrios marginados del gran Resistencia.

## Biografía
Martha Bardaro estudió en la Universidad Nacional del Nordeste (UNNE) y egresó como profesora en Filosofía y Ciencias de la Educación con la primera promoción de la carrera, en 1962. Trabajó como docente en escuelas secundarias, en institutos terciarios y en la misma UNNE.
A causa de esa militancia política fue excluida de la docencia universitaria en 1976, cuando se desempeñaba como profesora en la cátedra Introducción a la Problemática Filosófica. La Resolución N° 815/76, firmada por el interventor militar Miguel Antonio Ferrari la dejó cesante junto con otros profesores de la Facultad de Humanidades como Rubén Dri y Hugo Deschutter. Recién sería reincorporada luego del retorno de la democracia, en una cátedra paralela creada al efecto.
Después de su jubilación siguió dando clases, dictando conferencias, prestando servicios comunitarios, alentando a nuevas generaciones de profesionales de la Filosofía y militando en el marco de la Cátedra Libre de DD. HH. “Carlos Alberto Zamudio”. Entre los cursos que desarrolló, cabe señalar los talleres dirigidos a internos de la Unidad Penal N° 7, cárcel de máxima seguridad de Resistencia, cuyo resultado final dio origen al programa de radio “Salida transitoria”, una experiencia educativa y humanitaria inédita a nivel nacional.

### Su filosofía
Su enfoque de la filosofía y de cómo enseñarla estaba orientado a que fuera accesible a todos manteniendo la profundidad del pensar. Su militancia y trabajo social, sumando a su rechazo de las posturas academicistas, forjaron este enfoque. Buscaba la reflexión sobre la experiencia cotidiana y los datos de las ciencias; que los autores tratados fueran re-leídos ubicándolos en el contexto del presente y de lo latinoamericano; que se ejercitara el pensar filosófico no sólo a través de textos especializados sino también de novelas, cuentos, poesías, canciones, artículos periodísticos y de la escritura propia, todo lo cual redundó en un enfoque interdisciplinario de la filosofía.

## Obra
- ¿Qué es la Antropología Filosófica? Introducción a una filosofía de lo cotidiano (cuya 4ª edición fue realizada por la editorial Contexto en 2013). Fue traducido al italiano.
- Las coplas de Meloni nos enseñan a filosofar. Filosofía escondida en la copla (2 ª edición, Contexto, 2021)
- Desde lejos… hasta hoy. Filosofía de lo cotidiano II (Colorjet, 2007)
- Filosofía y poesía en Eduardo Fracchia. Una mirada filosófica a las Antipoesías (Instituto Provincial de Cultura, 2009)
- Formas de la deshumanización o los derechos humanos caídos en el abismo del olvido (Vianet, 2007).
- ¿Nos atrevemos a filosofar? (Contexto, 2023)[4]

## Distinciones
- 2016: Reconocimiento de la Cámara de Diputados de la provincia del Chaco por su distinguida trayectoria, su compromiso y aporte a la Cultura de la Provincia del Chaco (Resolución 2493/16)[5]
- 2019: Premio de Lucha Contra la Violencia Institucional “Dr. Mario Federico Bosch”, otorgado por la Cámara de Diputados de la provincia del Chaco.[6]
- 2023: Designación como Profesor Extraordinaria de la Universidad Nacional del Nordeste a propuesta del Departamento de Filosofía de la Facultad de Humanidades